# Hôtel Menger
L'hôtel Menger (en anglais : The Menger Hotel) est un hôtel américain situé à San Antonio, au Texas. Ouvert le 1er février 1859, il fait partie des Recorded Texas Historic Landmarks depuis 1965 et est membre des Historic Hotels of America depuis 1989.

## Histoire
L'homme d'affaires Richard King y meurt le 14 avril 1885.